# 闯入者
《闯入者》（英語：Red Amnesia），是一部2014年王小帅编剧并执导的中国悬疑剧情片，入围第71届威尼斯影展主竞赛单元。中国于2015年4月30日公映。

## 剧情
退休老太老邓的生活中出现了一系列匪夷所思的意外的悬疑故事，并因此勾起了她对四十年前的往事回忆。

## 角色
- 吕中 饰 老邓，生活在北京的老妇
- 冯远征 饰 张军，老邓长子
- 秦海璐 饰 阎青，张军妻子
- 秦昊 饰 张兵，老邓次子

## 发行
4月30日电影上映首日仅有1.3%的排片量，王小帅在微博发表了一个写给观众的信，称中国影市是“严肃电影最坏的时代”，呼吁观众“请你挺我！”
影片投资成本2000万人民币，其中宣传发行费用1100万。

## 评价
威尼斯电影节主席阿贝托·巴贝拉表示：“这是一部非常成功的作品，有一个精彩的女主角(吕中)，表演充满力量和情感。同时影片本身也很动情，因此不仅影评人会喜欢，我觉得观众也会对此很感兴趣，影片的叙事结构很聪明，充满神秘感，人们一点点发现焦虑背后的原因，这的确是一部优秀作品。影片的结尾尤其令人震惊，给观众留下深刻的印象。”
网易娱乐认为：“《闯入者》与王小帅的前作《青红》、《我11》都是以老三线为背景展开的故事，但与以往不同的是，王小帅这次以悬疑和惊悚的风格，带出各主角内心的恐惧、不安、悔恨，一步步揭露历史对个人的影响，这也是王小帅在个人风格上的一次延续与拓展。”有媒体写到：”过去文革电影主要聚焦在受害者这一面，讲述文革造成的身心伤害，而《闯入者》则是颇具突破地从‘加害者’者一方入手，表现忏悔和救赎，更加能凸显时代对人产生的异化和无法愈合的伤害。从主题广度和深度上，都走得更远了。”也有媒体对吕中的表演给予颇高评价，“（吕中）这次以76岁高龄扮演一个退休的北京老妇，既要在影片前半段展现出惊恐、焦虑、神经质的一面，又要在后半段经受复杂的内心煎熬，演技老辣几乎无可挑剔，再加上戏份相当吃重，将极有可能成为影后的有力竞争者。”

## 奖项
第51届金马奖
- 提名-最佳导演：王小帅
- 提名-最佳原著剧本：王小帅
- 提名-最佳音效：富康

第30届金鸡奖
- 提名-最佳女主角：吕中